# Lancaster House

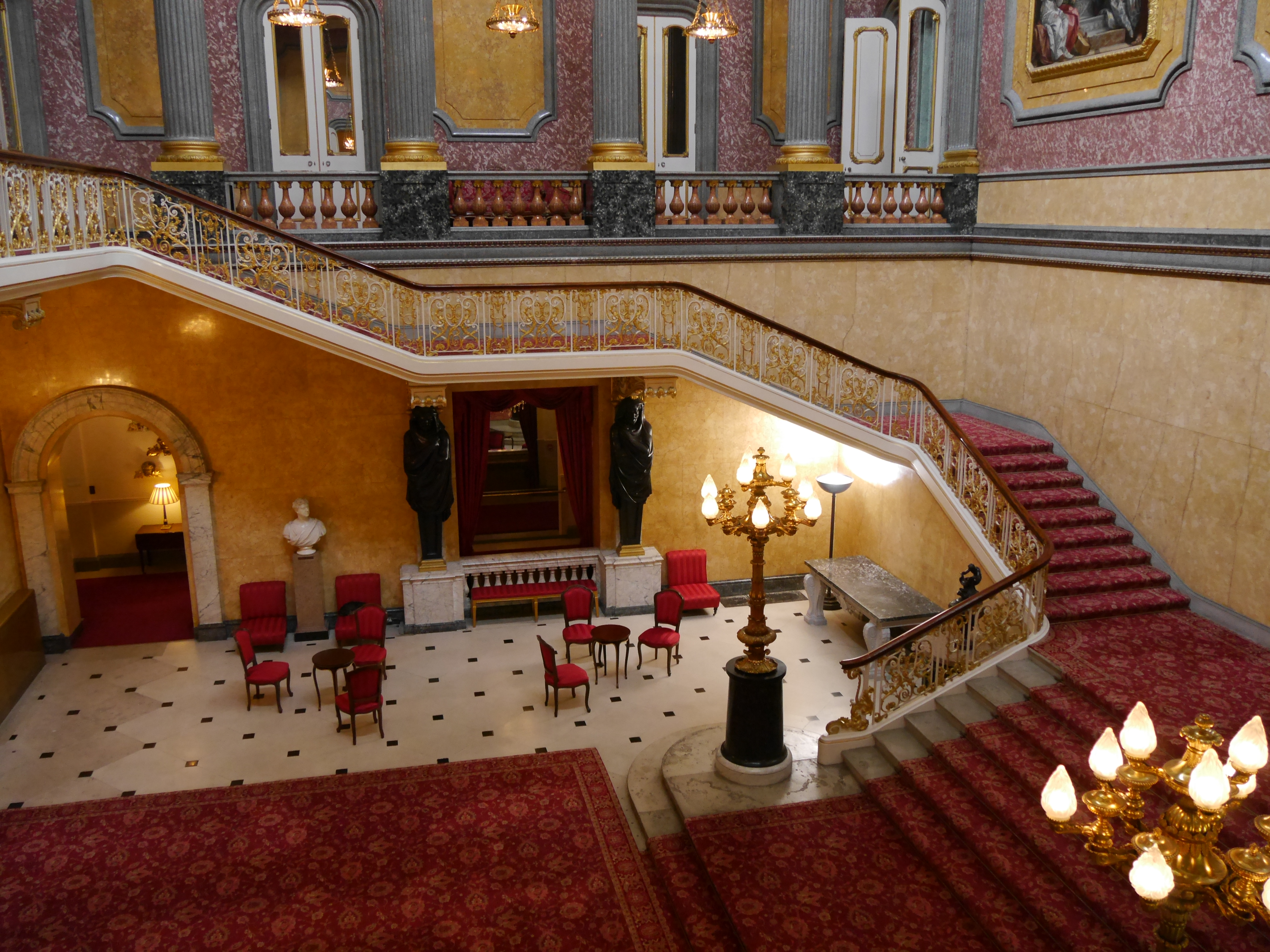
Grand Staircase

Lancaster House (vroeger gekend als York House en Stafford House) is een residentie in de wijk St James's van de City of Westminster in Londen, in de West End. Het bouwwerk ligt vlak naast Clarence House en in de onmiddellijke omgeving van St. James's Palace en een deel van het domein maakte vroeger deel uit van het complex van St. James's Palace. Het is beschermd als een Grade I Building. Het gebouw wordt tegenwoordig beheerd door de Foreign and Commonwealth Office, en wordt ingezet als een locatie voor conferenties en plechtstatige bijeenkomsten en vergaderingen.
De bouw werd aangevat in 1825 in opdracht van de oudere kroonprins hertog Frederik van York. Deze overleed voor de werken aan York House afgerond werden. Het is een van de laatste bouwwerken in Londen in georgiaanse architectuurstijl. Het werd gekocht en tegen 1840 volledig afgewerkt door de markies van Stafford en erfgenamen, later gekend als de hertogen van Sutherland, die de residentie iets minder dan een eeuw in hun eigendom hadden. Het was in die periode gekend als Stafford House en was geregistreerd als de duurste private woning in de Londense binnenstad. In 1912 kwam het in handen van William Hesketh Lever, die het refererend naar zijn geboortestreek Lancashire hernoemde. In 1913 stelde hij het goed ter beschikking van de Britse overheid. Deze huist er sinds 1922 de officiële Britse overheidswijnkelder, herbergde er van 1924 tot vlak na de Tweede Wereldoorlog London Museum maar sloot het vervolgens grotendeels voor het publiek en gebruikte het als formele ontmoetingsplaats.
Lancaster House was van januari 1944 de werkplek van de European Advisory Commission tot de EAC tijdens de conferentie van Potsdam in augustus 1945 haar werkzaamheden afrondde en ontbonden werd. In 1947 werd er onderhandeld over de evolutie in het bezette Oostenrijk, in 1956 werden de akkoorden voor de onafhankelijkheid van Malaya hier getekend. In 1957 en 1958 werden er conferenties georganiseerd in de aanloop naar de onafhankelijkheid van Nigeria, in 1960, 1962 en 1963 conferenties met betrekking tot de onafhankelijkheid van Kenia. In 1961 kondigde een delegatie uit Zuid-Afrika in het huis de omvorming tot republiek binnen het Britse Gemenebest aan. In december 1979 was het huis de locatie van de Lancaster House Agreement, waarmee de onafhankelijkheid van Zimbabwe vanuit de impasse van de niet erkende republiek Rhodesië werd bezegeld.
Het huis was tweemaal de locatie van een bijeenkomst van de G7. Van 7 tot 9 juni 1984 ging de tiende jaarmeeting door met Margaret Thatcher als gastvrouw. Van 15 tot 17 juli 1991 werd de zeventiende bijeenkomst door John Major hier eveneens georganiseerd. In 2010 werden de Lancaster House Treaties, een militaire samenwerking tussen het Verenigd Koninkrijk en Frankrijk hier voorbereid. Theresa May gaf in januari 2017 hier haar Lancaster House speech over de voorziene toekomstige samenwerking met de Europese Unie in de nasleep van het referendum in het Verenigd Koninkrijk over het lidmaatschap van de Europese Unie.

## Locatie in populaire films
Lancaster House werd meermaals als alternatief gebruikt om Buckingham Palace na te bootsen, waaronder in King Ralph in 1991, in National Treasure: Book of Secrets in 2007, in The Young Victoria uit 2009, in The King's Speech uit 2010 evenals in de kerstspecial van Downton Abbey in 2013. Het gebruik ging verder in 2016 voor Netflix tijdens de opnames van The Crown. Maar Lancaster House figureerde ook voor andere locaties zoals het Winterpaleis in Sint-Petersburg in Reds uit 1981 of een balzaal in The Golden Bowl uit 2000.